# Communauté de communes des Terres Puiseautines
Die Communauté de communes des Terres Puiseautines ist ein ehemaliger französischer Gemeindeverband mit der Rechtsform einer Communauté de communes im Département Loiret in der Region Centre-Val de Loire. Sie wurde am 25. November 2004 gegründet und umfasste 13 Gemeinden. Der Verwaltungssitz befand sich im Ort Puiseaux.

## Historische Entwicklung
Mit Wirkung vom 1. Januar 2017 fusionierte der Gemeindeverband mit der Communauté de communes du Beaunois und bildete so die Nachfolgeorganisation Communauté de communes du Pithiverais-Gâtinais.

## Ehemalige Mitgliedsgemeinden
1. Augerville-la-Rivière
2. Aulnay-la-Rivière
3. Boësses
4. Briarres-sur-Essonne
5. Bromeilles
6. Desmonts
7. Dimancheville
8. Échilleuses
9. Grangermont
10. La Neuville-sur-Essonne
11. Ondreville-sur-Essonne
12. Orville
13. Puiseaux